# ビタミンE
ビタミンE（vitamin E）は、脂溶性ビタミンの1種である。トコフェロール（tocopherol）とも呼ばれ、特にD-α-トコフェロールは自然界に広く普遍的に存在し、植物、藻類、藍藻などの光合成生物により合成される。医薬品、食品、飼料などに疾病の治療、栄養の補給、食品添加物の酸化防止剤として広く利用されている。
ビタミンEの構造中の環状部分は、慣用名でクロマンと呼ばれる構造である。このクロマンに付くメチル基の位置や有無によって、異なる型のトコフェロールに分類される。ヒトではD-α-トコフェロールがもっとも強い活性をもち、主に抗酸化物質として働くと考えられている。抗酸化物質としての役割は、代謝によって生じるフリーラジカルから細胞を守ることである。

## 歴史
1922年にアメリカ合衆国のハーバート・エバンス（Herbert M. Evans）とキャサリン・ビショップ（Katharine S. Bishop）によって発見された。

## 構造

脂質過酸化反応のメカニズム

トコフェロールはトコールのメチル化誘導体である。構造中の環状部分は、慣用名でクロマンと呼ばれる構造であり、このクロマンに付くメチル基の位置や有無によって、α, β, γ, δ の4種がある。また、トコフェロールの炭化水素鎖の部分に多数の二重結合部分を持つトコトリエノールも、ビタミンEとしての活性を持つ。トコトリエノールは米油などに豊富に含まれ、トコフェロールと比較してin vitroでは同等程度の抗酸化力を示すが、細胞中では40-60倍の抗酸化力を示す。トコトリエノールの経口摂取は、生体中における脳卒中関連脳血管障害を予防すると考えられている。
以下にトコフェロールとトコトリエノールの構造を示す。

トコフェロール
トコトリエノール

メチル基の置換位置とトコフェロールの活性比は以下の通りである。
| 誘導体 | R1  | R2  | R3  | 活性比 |
| ------ | --- | --- | --- | ------ |
| α      | CH3 | CH3 | CH3 | 100    |
| β      | CH3 | H   | CH3 | 40     |
| γ      | H   | CH3 | CH3 | 10     |
| δ      | H   | H   | CH3 | 1      |

## 特徴
ビタミンEは、フリーラジカルを消失させることにより自らがビタミンEラジカルとなり、フリーラジカルによる脂質の連鎖的酸化を阻止する。発生したビタミンEラジカルは、ビタミンCなどの抗酸化物質によりビタミンEに再生される
フリーラジカルはDNAやタンパク質を攻撃することでガンの原因ともなりうるし、また、脂質過酸化反応により脂質を連鎖的に酸化させるとされている。

## 摂取基準
かつてはα-トコフェロール当量 (mgα-TE) で所要量が表示されていたが、厚生労働省が策定した2010年版の食事摂取基準においては、α-トコフェロールのみの目安量（adequate intake, AI）及び耐用上限量（tolerable upper intake level, UL）を定めている。血液及び組織中に存在するビタミンE同族体の大部分がα─トコフェロールであるため、α─トコフェロールのみを指標にビタミンEの食事摂取基準を策定している。
- 目安量
  - 成人男子（18-29歳） 7 mg/day
  - 成人女子（18-29歳） 6.5 mg/day
- 上限量
  - 成人男子（18-29歳） 800 mg/day
  - 成人女子（18-29歳） 650 mg/day

※ビタミンE 1 mg = 1 IU (国際単位) に換算される。

## 多く含む食品
ビタミンEを多く含む食品は以下のとおりである。
- ひまわり油(サンフラワー油)、綿実油、べにばな油(サフラワー油)、米ぬか油、とうもろこし油などの油脂類
- アーモンド、ラッカセイ、大豆などの種実類
- キャビア、いくら、たらこなどの魚卵類
- 青魚
- マヨネーズ

| 食品名                        | α-トコフェロール | β-トコフェロール | γ-トコフェロール | δ-トコフェロール |
| ----------------------------- | ---------------- | ---------------- | ---------------- | ---------------- |
| ひまわり油 (ハイオレイック)   | 38.7             | 0.8              | 2.0              | 0.4              |
| 綿実油                        | 28.3             | 0.3              | 27.1             | 0.4              |
| サフラワー油 (ハイオレイック) | 27.1             | 0.6              | 2.3              | 0.3              |
| 米ぬか油                      | 25.5             | 1.5              | 3.4              | 0.4              |
| とうもろこし油                | 17.1             | 0.3              | 70.3             | 3.4              |
| なたね油                      | 15.2             | 0.3              | 31.8             | 1.0              |
| 大豆油                        | 10.4             | 2.0              | 80.9             | 20.8             |
| パーム油                      | 8.6              | 0.4              | 1.3              | 0.2              |
| オリーブ油                    | 7.4              | 0.2              | 1.2              | 0.1              |
| えごま油                      | 2.4              | 0.6              | 58.6             | 4.6              |
| アマニ油                      | 0.5              | 0                | 39.2             | 0.6              |
| ごま油                        | 0.4              | Tr               | 43.7             | 0.7              |

## 欠乏症
未熟児において、溶血性貧血、深部感覚異常及び小脳失調の原因となることが知られている。生体膜で活性酸素が存在すると脂質過酸化反応により過酸化脂質が連鎖的に生成され、膜が損傷し、赤血球では溶血が起こるなど生体膜の機能障害が発生する。また、不妊症や筋萎縮症、脳軟化症の原因となるといわれているが、植物油に豊富に含まれているため通常の食生活で欠乏することはないと言われている。
- 黄色脂肪症

### 特発性ビタミンE欠乏症
ビタミンE欠乏症は原因に関わらず臨床症状は比較的一定である。神経症状ではフリードライヒ失調症とほとんど区別がつかないが一部の例で網膜色素変性症を伴う点が異なっている。基本的な神経症状は下肢に高度で顕著な深部感覚障害、後索性運動失調、構音障害と四肢腱反射消失である。深部感覚障害は重度で、振動覚は消失し、四肢関節位置覚障害も高度である。一部の患者では網膜色素変性症や側彎症、凹足、バビンスキー徴候、振戦を認める。知能障害、眼振、線維束性攣縮、自律神経症状は認めない。頭部のMRIでは小脳や脳幹の萎縮や異常信号域は認められない。脊髄MRIでは脊髄に異常が認められることがある。電気生理学的所見では正中神経のSEPではN13と皮質電位の消失を認めるが末梢神経の電位は認められる。治療法は吸収不良を伴う場合はビタミンEの筋肉注射であり、吸収不良ではない場合は経口大量投与で神経症状の軽度の改善や進行の停止が期待できる。

## 過剰症
過剰に摂取した場合、骨が減ってもろくなる骨粗しょう症になる恐れが高まるとの動物実験の結果が報告されている。脂溶性のため体内に蓄積しやすいことからも過剰摂取はすすめられない。

## 効果
- 基礎研究

放射線の照射により赤血球の溶血反応が発生するが、これは放射線による活性酸素の生成により脂質過酸化反応による膜の破壊によるものである。ラットを使った研究では、ビタミンEの投与により、放射線による赤血球の溶血や細胞小器官であるミトコンドリア、ミクロゾーム、リボゾームの脂質過酸化反応が顕著に抑制された。SODも同様の効果を示した。

## 相互作用
- ビタミンEとビタミンK1(フィロキノン)の間には相互作用があり、ビタミンEは体内のビタミンK1量または活性を減少させる。